# Rumex akeroydii
Rumex akeroydii är en slideväxtart som beskrevs av F. J. Rumsey. Rumex akeroydii ingår i släktet skräppor, och familjen slideväxter. Inga underarter finns listade i Catalogue of Life.